# Liste der Monuments historiques in Gouzeaucourt
Die Liste der Monuments historiques in Gouzeaucourt führt die Monuments historiques in der französischen Gemeinde Gouzeaucourt auf.

## Liste der Bauwerke
| Bezeichnung | Beschreibung    | Standort                        | Kennzeichnung | Schutzstatus | Datum | Bild |
| ----------- | --------------- | ------------------------------- | ------------- | ------------ | ----- | ---- |
| Grenzstein  | 16. Jahrhundert | Route départementale 917 (Lage) | PA00107538    | Inscrit      | 1941  |      |